# Illa de Queimada Grande
L'Illa de Queimada Grande, també coneguda com a Illa de les Serps (Ilha das Cobras), és un territori marítim situat a la vora de les costes de Brasil, en l'Oceà Atlàntic. Forma part del municipi d'Itanhaém, pertanyent a l'estat de São Paulo. És l'únic hàbitat conegut de Bothrops insularis, una espècie endèmica de l'illa, coneguda per ser una de les serps més verinoses del món.

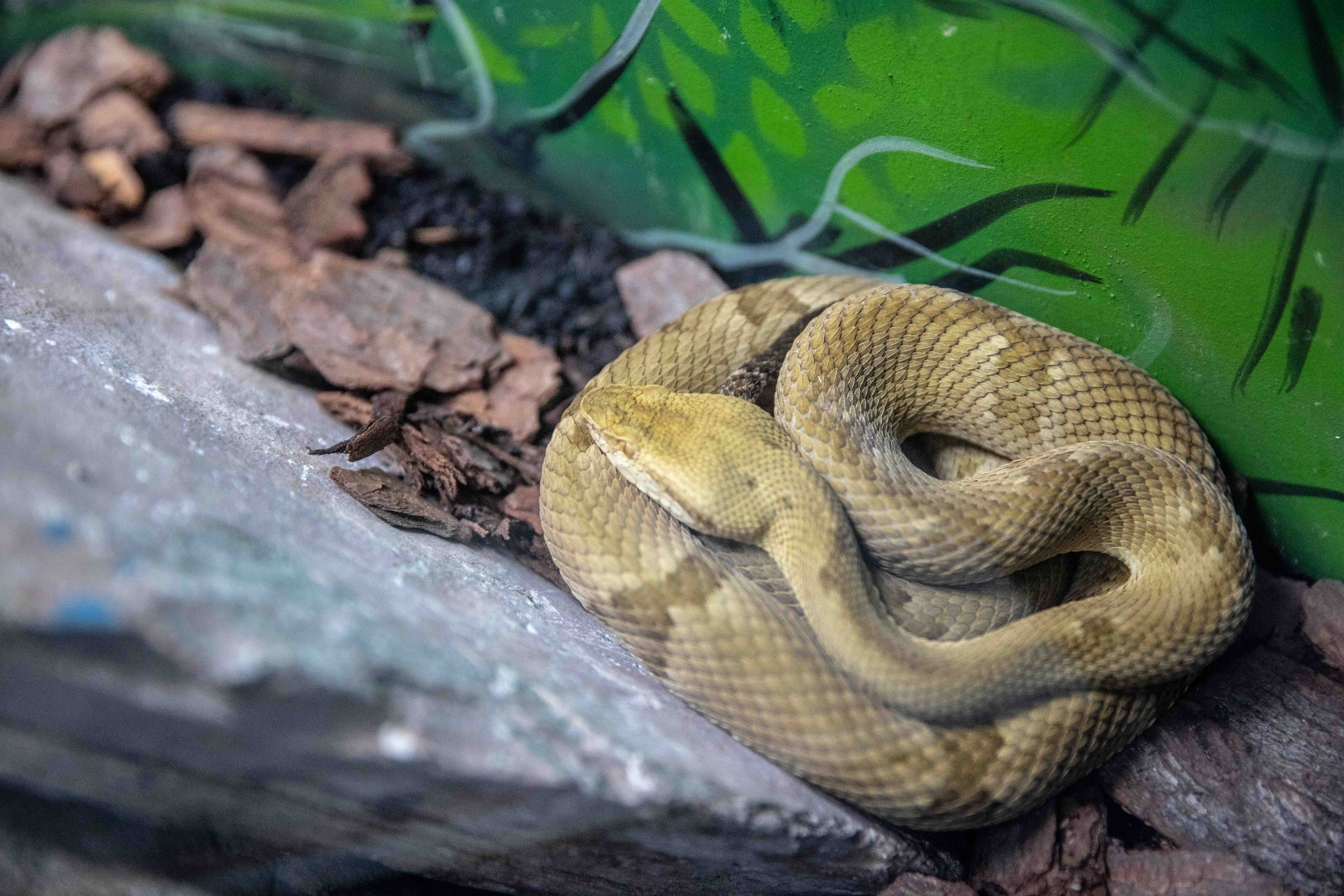
Bothrops insularis

Aquesta espècie va quedar atrapada a l'illa a causa d'un creixement del nivell del mar quan aquest territori estava connectat al continent. La pressió selectiva els va permetre adaptar-se al nou ambient, i això va fer que la seva població augmentés molt significativament. A causa de la gran quantitat de serps que habiten aquest territori i per tractar-se d'una espècie en perill d'extinció, actualment, l'illa roman tancada al públic. Únicament se li permet l'accés a l'Exèrcit del Brasil i a investigadors de l'Institut Chico Mendes per la Conservació de la Biodiversitat.

## Geografia
Ubicada aproximadament a 33 km de la costa de São Paulo, l'illa té una superfície d'uns 430.000 m2 (43 ha). El punt més alt és a uns 206 metres d'altitud respecte al nivell del mar. Es caracteritza per tenir un clima temperat, molt similar a la seva illa veïna Nimer, d'uns 250.000 m² (25 Ha). Queimada Grande està coberta per vegetació tropical. La seva amplitud tèrmica va des d'una mitjana de 18,38 °C en agost fins a 27,28 °C en febrer, les pluges van des de mínimes de 0,2 mil·límetres per mes en juliol fins a 135,2 mil·límetres en desembre.